# Vladimir Mendelssohn
Vladimir Mendelssohn (Bucarest, 29 novembre 1949 – L'Aia, 13 agosto 2021) è stato un compositore, violista e insegnante rumeno.
Fu Direttore Artistico del Kuhmo Chamber Music Festival dall’agosto 2005.

## Biografia
Nato in una famiglia di musicisti, frequentò l’Università nazionale di Musica di Bucarest. Fu docente in diverse istituzioni, come il Conservatorio di Parigi (dove insegnò Musica da camera), la Fondazione “Arturo Toscanini” di Parma, la Università delle Arti Folkwang di Essen ed il Conservatorio Reale dell’Aia.
Mendelssohn scrisse le colonne sonore di diversi film, come Darclee del regista Mihai Iacob, presentato al Festival di Cannes nel 1961, e Il suonatore di violino, del regista Charles Van Damme, proiettato a Cannes nel 1964.
Nella sua carriera tenne corsi e Masterclass in Svezia, Svizzera, Olanda, Italia e Francia, facendo parte delle giurie di importanti Concorsi Internazionali. Dall’agosto del 2005 fu Direttore Artistico del Kuhmo Chamber Music Festival e fece parte del Quartetto Enescu.